# Матиена
Матиена — название царства на северо-западе Ирана на землях более раннего царства Манны. Древние историки, в том числе Страбон, Птолемей, Геродот, Полибий и Плиний, упоминают такие имена, как Мантиана, Мартиана, Матиана, Матиани, Матиене, Мартуни, для обозначения региона, расположенного к северо-западу от Мидии.

## Этимология
Название Матиены может быть связано с Митанни, названием государства около 800 лет назад, которое было основано индоарийской правящей кастой, управлявшей хурритским населением. Название Матиена применялось также к соседнему озеру Матианус (озеро Урмия), расположенному непосредственно к востоку от народа Матиени. Иранский корень «мати», означающий «возвышаться, выделяться» (от того же индоевропейского корня, который дает нам слово «гора»), может объяснить это название.

## История
Маннейцы, которые, вероятно, говорили на хурро-урартском языке, были покорены скифо-киммерийцами в седьмом и восьмом веках до нашей эры и были ассимилированы матиенами. В конечном итоге Матиена была завоевана мидянами примерно в 609 году до нашей эры. Матиена была сатрапией Мидийской империи до персидского завоевания, когда вместе с племенами саспиров и алародиев (остатками урартов) она вошла в состав XVIII сатрапии Ахеменидской империи.

## География и население
Страна матиенов была окружена с севера Арменией, с востока Мидией, с юга Сузами и с запада Ассирией. Их главным городом был Матиати вокруг озера Ван. Считается, что население Матены говорило на хурро-урартском языке. Известными потомками царей (вождей) матианских племен был армянский княжеский (нахарарский) род Аматуни.
Согласно утверждениям Геродота, киммерийцы произошли из страны матиенов и двинулись на запад, в Анатолию, вдоль южного берега Чёрного моря. Геродот также сообщил, что позже, в мидийские времена, вдоль восточного берега реки Галис в северо-западной Каппадокии, напротив фригийцев, существовало второе поселение под названием «Матиена». Он заявил, что они носили ту же форму, что и пафлагонцы в мидийской и персидской армиях, то есть их подразделения были объединены с пафлагонцами. Совершенно неясно, были ли эти западные матиены потомками киммерийцев или просто были колонией мидийцев.